# Charlie Taylor (mecânico)
Charles Edward Taylor, conhecido como Charlie Taylor (Cerro Gordo, 24 de maio de 1868 – Los Angeles, 30 de janeiro de 1956), construiu o pequeno túnel de vento usado pelos irmãos Wright em suas pesquisas sobre aerodinâmica e também o primeiro motor aeronáutico Wright usado no histórico voo de 1903.
Charlie Taylor na verdade teve participação fundamental, com seus conhecimentos mecânicos, na construção e manutenção das primeiras aeronaves e motores dos Wright. Pode-se dizer que foi o mecânico responsável pelo primeiro voo controlado de um "mais pesado que o ar" motorizado.
Apesar de sua importância como um dos pioneiros da aeronáutica nos Estados Unidos, foi severamente afetado pela Grande Depressão, tendo morrido na miséria e praticamente esquecido.

## Histórico

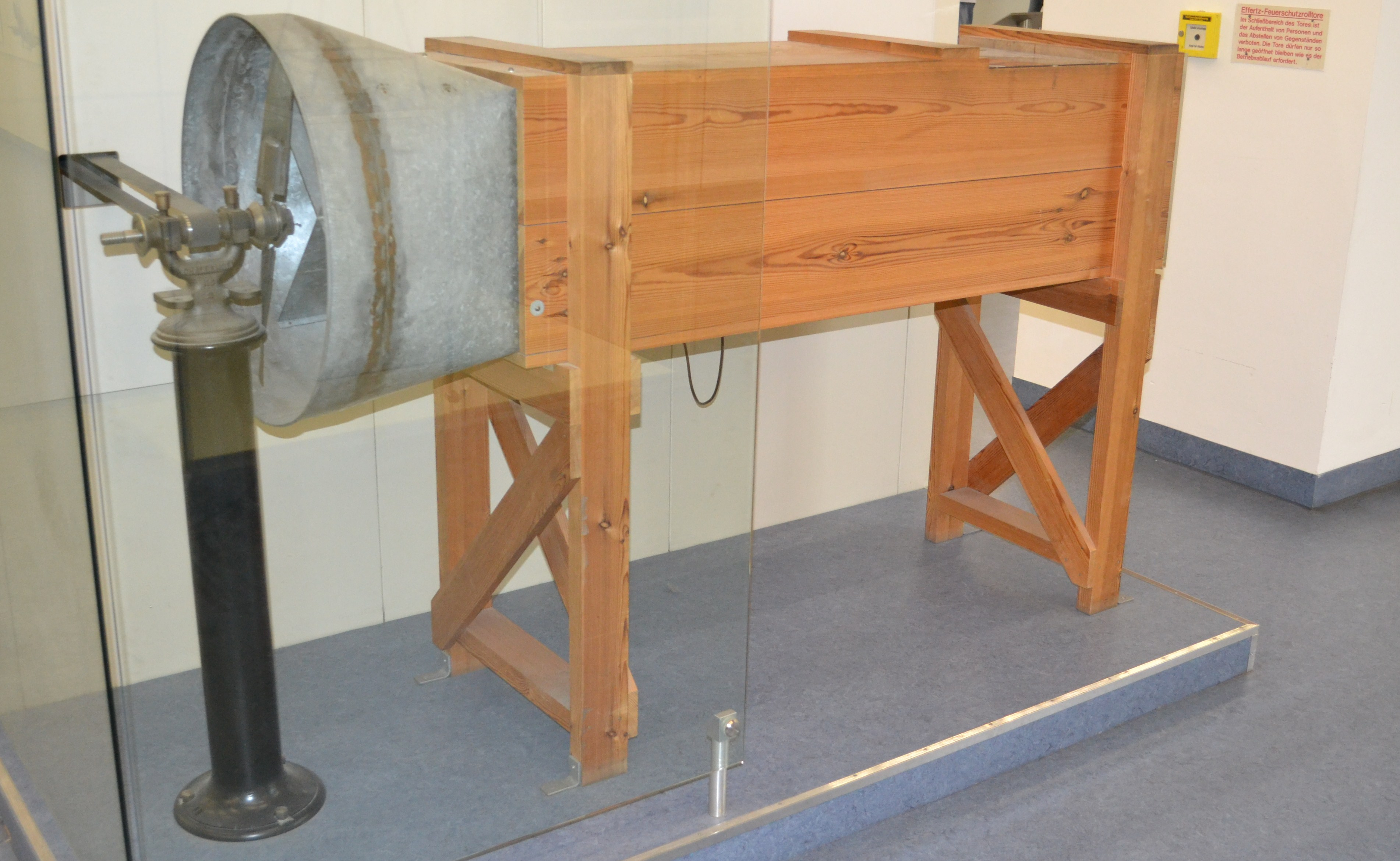
Réplica do túnel de vento construído por Charlie Taylor para os irmãos Wright.

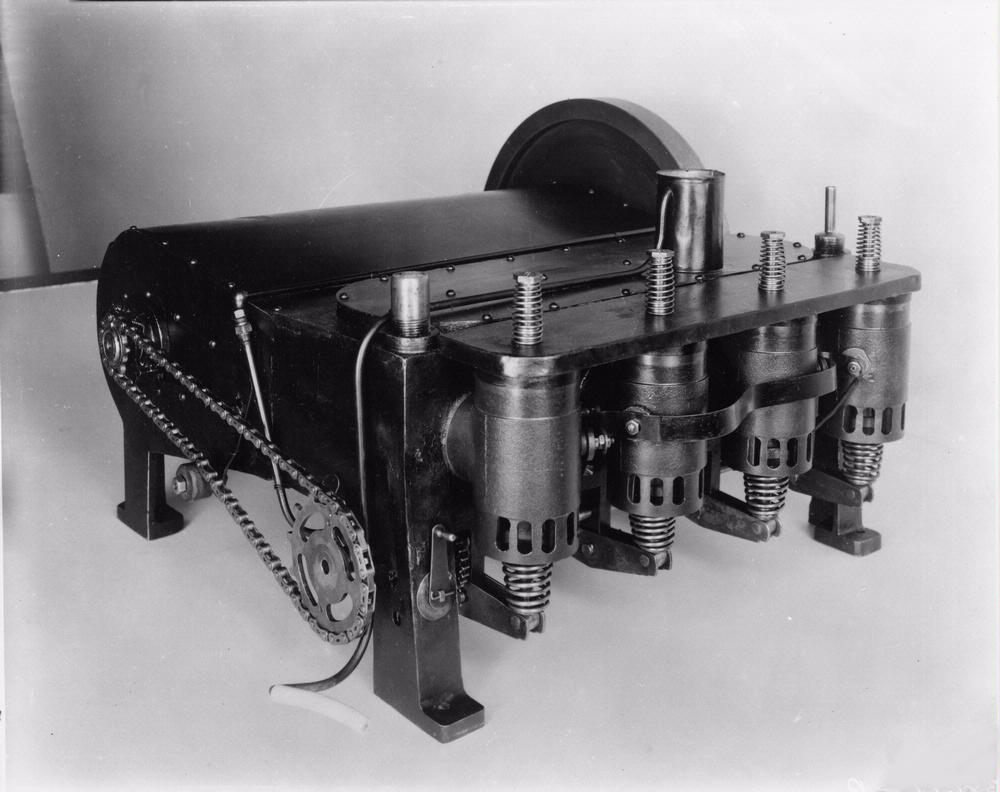
O primeiro motor Wright Horizontal de 1903, construído por Charlie Taylor

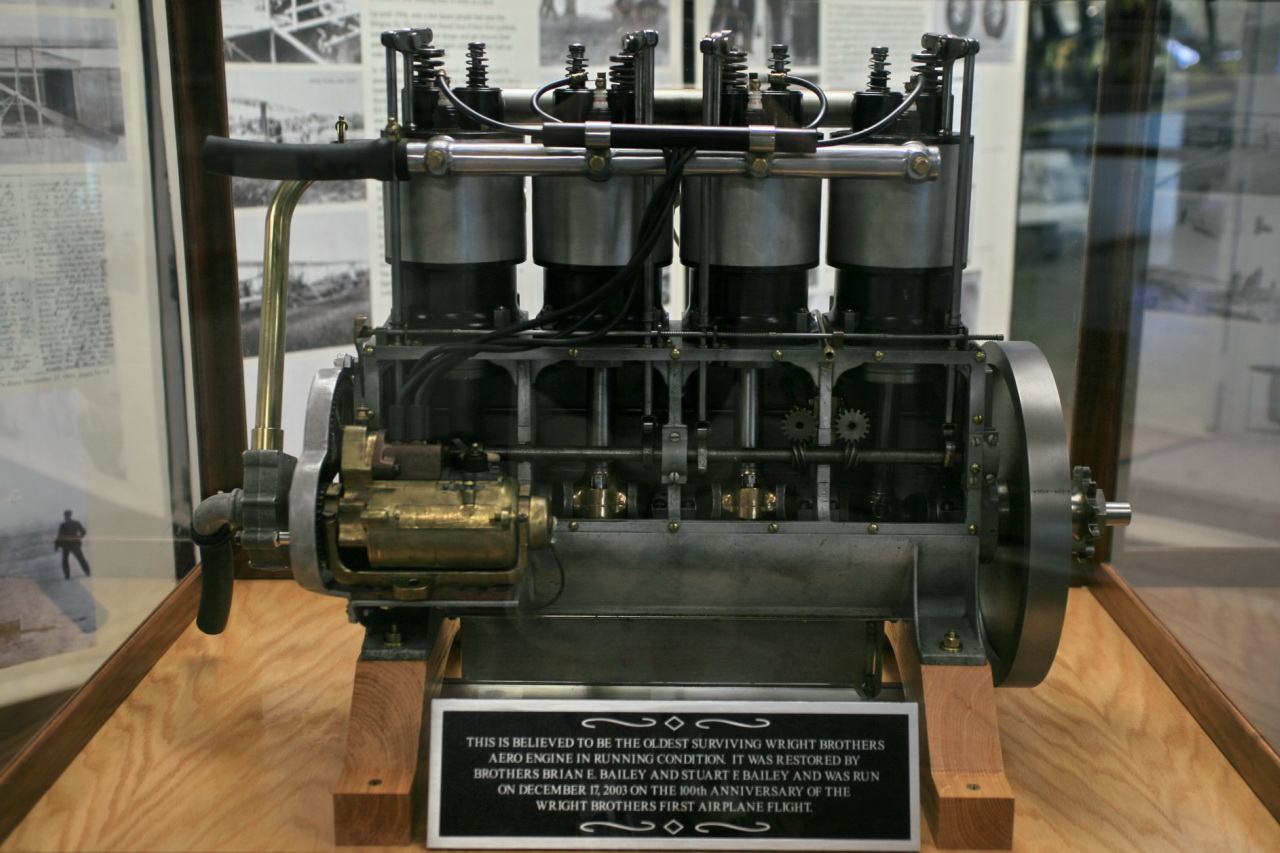
O motor Wright Vertical de 1910, construído por Charlie Taylor

Charlie Taylor nasceu numa pequena fazenda em Cerro Gordo, e ainda criança, sua família mudou-se para Lincoln (Nebraska), onde estudou até os 12 anos, largou a escola e viveu a juventude e começou a trabalhar com mecânica. Em 1894 se casou com Herietia Webbert, e em 1896, eles se mudaram para Dayton (Ohio), onde Charlie trabalhou para a Stoddard Manufacture, que fabricava equipamentos agrícolas e mais tarde bicicletas. Depois disso, passou a trabalhar para a Dayton Electric Co., mas insatisfeito, logo conheceu e passou a trabalhar para os irmãos Wright em 15 de junho de 1901 na oficina de bicicletas.
Logo os Wright iniciaram os experimentos com planadores, e decidiram construir um pequeno túnel de vento para obter os dados aerodinâmicos que precisavam. O primeiro trabalho de Charlie ligado à aeronáutica, foi justamente construir esse pequeno túnel de vento.
Em 1902, com os experimentos obtendo mais e mais sucessos, eles começaram a buscar um motor para adaptar aos planadores e tentar o primeiro voo de um mais pesado que o ar motorizado. Procuraram em vários fabricantes de motores automotivos, um motor que desenvolvesse cerca de 8 a 9 hp pesando menos que 81 kg, mas não tiveram sucesso. Este foi o segundo trabalho de Charlie ligado à aeronáutica, a construção de um motor que atendesse aquelas necessidades específicas. Ele iniciou o trabalho no motor no inverno de 1902-1903, sem nenhum projeto formal, apenas alguns esboços de partes isoladas, ele finalizou o primeiro exemplar em seis semanas, usando soluções bastante avançadas para a época. O trabalho evolutivo no motor continuou e foi concluído em fevereiro de 1903, quando foi colocado num banco de teste, e pesando 68 kg, produziu 8 hp a 670 rpm e 11 hp a 1.000 rpm. Em dezembro de 1903, o motor foi instalado no Flyer I, passando para a história.
Charlie continuou construindo motores mais potentes e melhores que equiparam os modelos seguintes construídos pelos Wright até 1908, e mais tarde, a partir de 1909, pela Wright Company. Charlie trabalhou para os Wright até 1911, e depois de algumas aventuras ligadas a aviação, começou a ser esquecido. Voltou para Dayton e trabalhou para a Wright-Martin Company até 1920.
Depois disso, Charlie mudou-se para a Califórnia, perdendo contato com Orville Wright. Lá no entanto, as coisas caminharam mal para Charlie, que afetado pela "Grande Depressão", perdeu tudo que tinha, e sua esposa faleceu. Nas década de 1930 trabalhou para a North American Aviation por 37 centavos por hora, e para a Ford até 1941. Em 1945, Charlie sofreu um infarto e não pode mais trabalhar. Em 1955, um repórter o descobriu internado num hospital público de caridade, o Los Angeles General Hospital. A indústria da aviação iniciou imediatamente uma campanha para angariar fundos para ele, que acabou sendo removido para um hospital privado, onde ele morreu poucos meses depois, em 30 de janeiro de 1956, aos 87 anos. Como não tinha parentes próximos, foi enterrado no Portal of Folded Wings Mausoleum, no Valhalla Memorial Park Cemetery, dedicado aos pioneiros da aviação, em Los Angeles.

## Homenagens
- O nome do prêmio da FAA Charles Taylor Master Mechanic Award é em homenagem a Charlie Taylor.
- O nome do Charles Taylor Aviation Maintenance Science Department na Embry-Riddle Aeronautical University é em homenagem a Charlie Taylor.
- O feriado relativo ao Aviation Maintenance Technician Day, é observado em 45 estados no dia 24 de maio, data do aniversário de Charlie Taylor.
- televisão material do programa "We Saw It Happen"(1953) com Charlie Taylor aos 87 anos.